# هيرويوكي يوشينو (مؤدي أصوات)
هيرويوكي يوشينو (吉野裕行 يوشينو هيرويوكي) هو مؤدي أصوات ياباني ولد في 6 فبراير 1974 في مقاطعة تشيبا.

## أدواره في الأنمي

### مسلسلات أنمي تلفزيونية
- كيكايشي - يوشيموري سوميمورا
- بلود+ - كاي مياغوسوكو
- البدلة المتنقلة جاندام 00 - أليلويا هابتيسم/هاليلويا
- كيبا - زد
- إينوياشا - غينتا
- إينوياشا: الجزء الأخير - غينتا
- المتحري الشيطاني نيورو نوغامي - شينوبو غوداي
- لافليس - يوجي
- لاف هينا - ماسايوكي هايتاني
- طريق السلام - رامز
- باكانو! - فيرو بروشينزو
- سول إيتر - أوكس فورد
- سول إيتر نوت! - أوكس فورد
- ياترمان - غان-تشان/ياترمان
- كيوس;هيد - تاكومي نيشيجو
- كيوس;تشايلد - تاكومي نيشيجو
- كلايمور - سيد
- سكال مان - أكيرا أوسامي
- تو لاف-رو - كينيتشي ساروياما
- خيميائي الفولاذ: فل ميتال ألكيميست - زولف جاي كيمبلي
- غينتاما - تاكايا هاتشيبي
- داركر ذان بلاك: المقاول الأسود - كينجي ساكوراي
- سكول رمبل - تاكيئيتشي فويوكي
- سكول رمبل:الفصل الدراسي الثاني - تاكيئيتشي فويوكي
- تورادورا! - كوجي هاروتا
- هيرويك إيج - أتلنتيس
- ساندز أوف ديستراكشن - أغان ماردرو
- هاجيمي نو إيبو - أكيرا شيغيتا
- هاجيمي نو إيبو Rising - غينباتشي نيكوتا (أيام الشباب)
- شوغو كارا! - دايتشي
- شوغو كارا!! دوكي - دايتشي
- تسوكيهيمي: أسطورة القمر - ميخائيل روا فالداميون
- فاندريد - هيبيكي توكاي
- جت باكرز - شو
- نايت رايد 1931 - آوي ميوشي
- هاكوؤكي - تودو هيسكي
- هاكوؤكي: الدم الأزرق - تودو هيسكي
- مجرة الحصير - أوزو
- هايسكول أوف ذا ديد - مساعد الطيار
- حفيد نوراريهيون - غوزومارو
- حفيد نوراريهيون: عاصمة العفاريت - غوزومارو
- إينيشيال دي Fourth Stage - ساكاموتو
- أبطال الكرة - سِدّ, مهران (أيام الشباب)
- الدموع الحقيقية - ميوكيتشي نوبوسي
- ميري آكلة الأحلام - لانزبورو
- الإبن المتجول - شينبي دوي
- بليد - رادو
- باكومان - بوسون
- بليتش - موي شيشيغاوارا
- أمير التنس الجديد - رين هيراكوبا
- ميداكا بوكس - سوتسو تانيغاشيما
- عاصفة زيتسوين - تتسوما كوساريبي
- كيل لا كيل - هوكا إينوموتا
- هيوكا - ياسوكوني يوشينو
- سبيس داندي - مياو
- فالفريف الثوري - يوسكي أوتاميا
- فري! Eternal Summer - تادانوري سيرا
- أرجيفولون - شوهي كوشيكاوا
- الوحوش الطفيلية: ثوابت النجاة - أوراغامي
- يواموشي بيدال - ياسوتومو أراكيتا
- يواموشي بيدال GRANDE ROAD - ياسوتومو أراكيتا
- يواموشي بيدال NEW GENERATION - ياسوتومو أراكيتا
- يواموشي بيدال GLORY LINE - ياسوتومو أراكيتا
- فجر يونا - كيشوك
- بادي كومبليكس - يارل دوران
- كلاسروم كرايسس - يوجي كيريو
- دايز - هيرويوكي كوروسو
- أكاديميتي للأبطال - بريزنت مايك
- هايكيو!! - هاجيمي إيوايزومي
- هايكيو!! الموسم الثاني - هاجيمي إيوايزومي
- هايكيو!! ثانوية كاراسونو في مواجهة أكاديمية شيراتوريزاوا - هاجيمي إيوايزومي
- فانتسي ستار أونلاين 2 ذي أنيميشن - موساشي
- سكيت دانس - يوسكي فوجيساكي/بوسون
- شو باي روك!! - غريتفول كينغ
- شو باي روك!!# - غريتفول كينغ
- بوكيمون - سيلفستر
- بونغو ستراي دوغز - مارك تي
- سيراف النهاية: معركة ناغويا - سيشيرو هيراغي
- بيرسيرك (2016) - بيضة العالم المثالي
- يونغ بلاك جاك - جوني باسيت
- برج الحاكم - كوانت بليتز
- كابتن تسوباسا - هاجيمي تاكي
- زومبي لاند ساغا - الشرطي A
- كارول آند تيوزداي - شاكتي
- راديان - ياغا
- داي الشجاع (2020) - كيل-فيرن
- أهيرو نو سورا - يوكيناري كوجيما
- ساموراي الجمباز - توموكي تاكيزاوا
- ذا غود أوف هاي سكول - غو غامدو

### أوفا أنمي
- أمير التنس: البطولة المحلية - رين هيراكوبا
- سوبرنتشرل ذي أنيميشن - ماكس ميلر

### أفلام أنمي
- عدن الشرق: الفيلم الأول: The King of Eden - تايشي جيكيموتو
- عدن الشرق: الفيلم الثاني: Paradise Lost - تايشي جيكيموتو
- إينازوما إليفن: هجوم الجيش الأقوى أوغر - يوتو كيدو
- فيلم البدلة المتنقلة جاندام 00: أ ويكينينغ أوف ذا تريلبليزر - أليلويا هابتيسم/هاليلويا
- فيلم يواموشي بيدال - ياسوتومو أراكيتا
- يواموشي بيدال SPARE BIKE - ياسوتومو أراكيتا

## أدواره في ألعاب الفيديو
- ساندز أوف ديستراكشن - آغان ماردرو
- موراماسا: ذا ديمون بليد - كيسكي
- جوجوز بيزار أدفنتشر: أول ستار باتل - فانيلا آيس
- ستريت فايتر V - إد
- هايكيو!! رابط! طلة القمة!! - هاجيمي إيوايزومي
- هايكيو!! كروس تيم ماتش! - هاجيمي إيوايزومي
- جاي-ستارز فيكتوري فيرسيس - بوسون

## أدواره في الدبلجة اليابانية
- وال-إي - مو
- العم جدو - بيتزا ستيف

## وصلات خارجية
- هيرويوكي يوشينو على موقع IMDb (الإنجليزية)
- هيرويوكي يوشينو على موقع ألو سيني (الفرنسية)
- هيرويوكي يوشينو على موقع ميوزك برينز (الإنجليزية)
- هيرويوكي يوشينو على موقع كينوبويسك (الروسية)
- هيرويوكي يوشينو على موقع ANN person (الإنجليزية)